# Akiko Uchida
Akiko Uchida (Kōtō, 11 maggio 1983) è un'ex pallavolista giapponese.
Giocava nel ruolo di schiacciatrice.

## Carriera
La carriera di Akiko Uchida inizia nei tornei scolastici, giocando per la squadra del Liceo Bunkyo Gakuin. In seguito gioca anche a livello universitario con la Aoyama Gakuin University, prima di approdare in V.Premier League nella stagione 2008-09 con le NEC Red Rockets: resta legata al club per sei stagioni, prima di ritirarsi al termine del campionato 2013-14.